# Dikpala

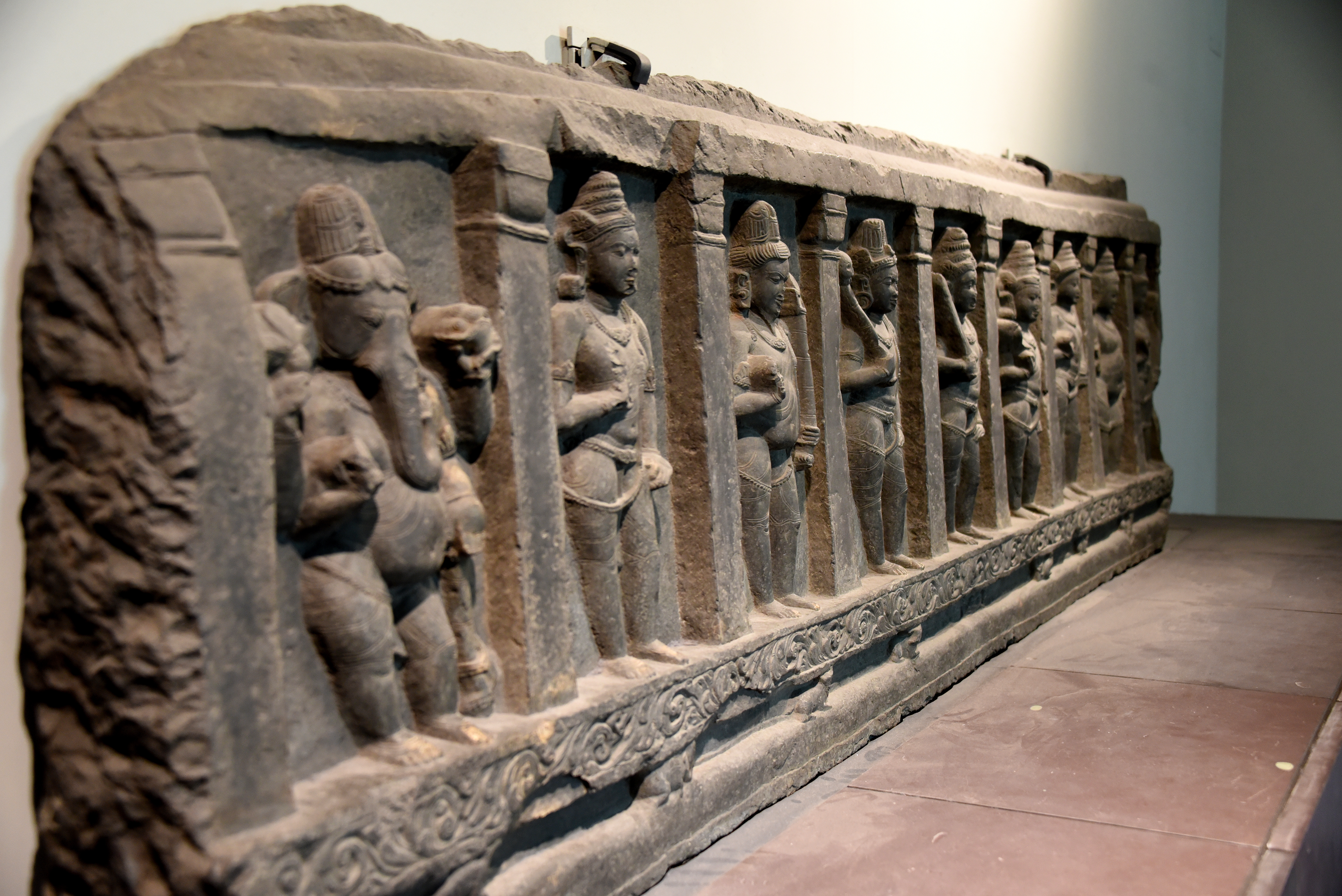
Ganesha en de acht Dikpala's, British Museum

Dikpala's zijn de beschermers van de windrichtingen in het hindoeïsme en vajrayana boeddhisme - met name kalachakra. Als een groep van acht zijn ze de Asta-Dikpala, de beschermers van de acht windrichtingen. Ze worden vaak met twee vermeerderd, met de richtingen zenit en nadir en staan dan bekend als de Dasa-Dikpala. Ze worden in het hindoeïsme traditioneel op de muren en plafonds van tempels afgebeeld.

## Dasa Dikpala
De beschermers van de tien windrichtingen (Dasa Dikpala) zijn:
- Kubera, Noorden, echtgenote Bhaka
- Yama, Zuiden, echtgenote Yami
- Indra, Oosten, echtgenote Saci
- Varuna, Westen, echtgenote Varuni
- Ishana, Noordoosten, echtgenote Ishani
- Nirrti, een vorm van Parvati, Zuidwesten, echtgenoot Shiva
- Vayu, Noordwesten, echtgenote Lehari
- Agni, Zuidoosten, echtgenote Svaha
- Vishnoe, Nadir, echtgenote Lakshmi
- Brahma, Zenith, echtgenote Sarasvati